# 슬픔은 강물처럼
"슬픔은 강물처럼"은 1960년 공개된 대한민국의 영화이다.

## 배역
- 최무룡
- 김지미
- 조미령